# Ali Fassi-Fihri
 (décembre 2012).
Si vous disposez d'ouvrages ou d'articles de référence ou si vous connaissez des sites web de qualité traitant du thème abordé ici, merci de compléter l'article en donnant les références utiles à sa vérifiabilité et en les liant à la section « Notes et références ».
Ali Fassi-Fihri, né le 22 février 1955 à Kénitra, est un haut fonctionnaire et chef d'entreprise marocain. Il a été directeur général de l'Office national de l'électricité et de l'eau potable (ONEE), président du conseil de surveillance de Masen, ainsi que président de la Fédération royale marocaine de football (2009-2014).
En mars 2019, il a été également président du conseil d'administration de LafargeHolcim Maroc.

## Biographie

### Origines et études
Né le 22 février 1955 à Kénitra, Ali Fassi-Fihri grandit à Rabat jusqu’à l’obtention du baccalauréat au lycée Descartes puis part en France pour des études supérieures scientifiques couronnées par un doctorat en énergétique à Paris VII – Aix Marseille III.
Fils de Mohammed El Habib Fassi Fihri , il est le neveu de Abbas El Fassi et le frère de Taieb Fassi Fihri.
Sa femme est Yasmina Baddou. Sa cadette, Zhor Fassi Fihri, realisatrice du film "the moderator"  est productrice et CEO de la société Z films.

### Parcours
Il commence sa carrière, en 1983, comme enseignant chercheur à l’École nationale des mines de Rabat au département « génie des procédés industriels ». De 1988 à 1991, il a fait un passage par le secteur privé où il a été directeur général du bureau d’ingénierie SIGMA TECH, spécialisé dans le domaine de l’énergie pour ensuite revenir au secteur public avec sa nomination en 1991 en tant que directeur général du Centre de développement des énergies renouvelables (CDER, aujourd'hui AMEE).
En 1994, il est désigné membre du comité de direction de l’Office national d’électricité (ONE). Nommé directeur général adjoint de l’ONE, il est chargé du développement et des programmes. Il pilotera en particulier le projet de Jorf Lasfar, premier projet en BOT (Built Operate & Transfer) au Maroc ainsi que le projet du parc éolien de Koudia Al Baïda. À ce titre, il a été le négociateur principal des accords de projets et responsable de l’ensemble des processus ayant mené à leurs conclusions. Il conduira également le programme d'électrification rurale généralisé (PERG).
Fort de ses compétences et de sa large expérience, il est désigné membre du comité d’experts (11 membres) sur l’énergie créé par les pays du G8 au sommet d’Okinawa pour conseiller la conférence des chefs d’État.
En février 2001, il est nommé par Sa Majesté le roi Mohammed VI, directeur général de l’Office national de l’eau potable (ONEP). Il mettra en œuvre la nouvelle stratégie de cet Office basée sur la généralisation de l'accès à l'eau potable en milieu rural, la sécurisation de l'alimentation des villes marocaines, et la prise en charge de la problématique de l'assainissement liquide. Puis, le 14 novembre 2008, il est nommé directeur général de l’Office national d’électricité (ONE) cumulant les deux responsabilités afin de conduire la fusion des deux entités. Il participe, à ce titre, à la mise en œuvre de la vision royale en matière de transition énergétique qui permettra au Maroc d’atteindre en 2020 un taux de 42 % de couverture des besoins électriques par le moyen d’énergies renouvelables. Il sera également président du conseil de surveillance de MASEN (Moroccan Agency for Sustainable Energy) chargé du projet solaire marocain.
Il est membre de plusieurs instances nationales et internationales. Il a été élu à ce titre en 2001 puis réélu en janvier 2006 président de l’AMEPA (Association marocaine de l’eau potable et de l’assainissement). Il a été également élu en mars 2006 puis réélu en mars 2009 gouverneur au Conseil mondial de l’Eau. Il est aussi membre du comité permanent du Grand Prix Hassan II de l’eau qui est une initiative commune du Conseil mondial de l’eau et du royaume du Maroc. À Nairobi, le 20 février 2016, il a été élu président de l'Union africaine de l'eau . Ali Fassi Fihri est membre du comité de soutien permanent de la Fondation Mohammed V pour la solidarité, administrateur de la Fondation Mohamed VI pour l’environnement placée sous la présidence effective de SAR la princesse Lalla Hasnaa, membre du comité stratégique de l’Institut d’analyse économique et des études prospectives (IEAPS) de l’université Al Akhawayn à Ifrane, membre du comité exécutif de l’IWA (International Water Association). Il a été le président du Congrès de l’IWA tenu à Marrakech du 19 au 24 septembre 2004. . Il a été également président du Comité maghrébin de l'électricité (Comelec) de 2013 à Décembre 2015.
Sur le plan sportif, il a été président du comité directeur du Club des électriciens et vice-président à plusieurs reprises du Wydad Athletic Club (WAC), équipe phare de Casablanca. Il a, par ailleurs, fait partie, en 2000, du comité de candidature du Maroc à l’organisation de la coupe du monde de football 2006. En 2008, il est désigné membre du comité directeur du Fath Union Sport (FUS) et président de la commission de gestion de la section football. En juillet 2009, il a été élu président de la section football du FUS pour un mandat de quatre ans.
Le 16 avril 2009, il a été élu président de la Fédération royale marocaine de Football fonction occupée jusqu'au début de 2014
Il est nommé directeur général de l'Office national de l'électricité et de l'eau potable le 4 octobre 2012 jusqu'au 24 octobre 2017 où il sera limogé (lui ainsi que 5 responsables politique dont 3 ministres) par Sa Majesté le roi Mohammed VI, à cause de la non exécution du programme Manarat Al Moutawassit .
Aujourd’hui et depuis avril 2018, il est administrateur de Nareva filiale du groupe Al Mada (ex SNI) et membre du conseil stratégique.
Le 19 mars 2019, il est nommé président des conseils d'administration de Lafarge Maroc, Lafarge Holcim Maroc et Lafarge Holcim Maroc Afrique. À ce titre, il préside les conseils d’administration de Lafarge Holcim Guinée, des Ciments du Bénin Lafarge, Lafarge Holcim Côte d’Ivoire et vice-président de la Cimencam du Cameroun.
Il préside également les conseils d’administration des sociétés Lafarge Placo (JV avec Saint Gobain) et Lafarge Calcinor (JV avec Calcinor).
Ali Fassi Fihri a été décoré par feu SM Hassan II le 3 mars 1998 chevalier de l’ordre du Trône puis décoré par SM le roi Mohammed VI , le 20 janvier 2006, officier de l’ordre du Trône.
Il est officier dans l'ordre national du Mérite de la République française, commandeur dans l'ordre civil du Mérite du royaume d'Espagne, et commandeur dans l'ordre de l'Étoile équatoriale de la république du Gabon.